# Красная книга Томской области
Красная книга Томской области — официальный перечень объектов животного и растительного мира, обитающих и произрастающих естественным образом на территории Томской области и нуждающихся в специальных мерах охраны, с целью сохранения или возобновления численности их популяций.
Кроме списка видов флоры и фауны Красная книга содержат сведения о состоянии популяций, о потребности в обеспечение их охраны от факторов, вызывающих сокращение численности. Дополнительно приводятся морфологические описания и сведения о распространении, экологии и биологии исчезающих видов животных, растений и грибов. Наиболее полное издание выпускалось в 2002 году, которое содержало богатый иллюстративный материал и развёрнутые описания видов.
С периодичностью примерно в 10 лет происходит основательный пересмотр перечня охраняемых видов.
Последнее крупное изменение в Красную книгу Томской области было внесено распоряжением Администрации Томской области от 21.11.2011 года № 1175-ра, которым утверждён обновленный «Перечень (список) редких и находящихся под угрозой исчезновения животных, растений и грибов.» на территории Томской области.
Дополнительно по мере необходимости выпускаются списки объектов животного и растительного мира, вновь внесённых в Красную книгу Томской области, либо исключенных из неё, которые дополняют, изменяют Красную книгу Томской области и являются её неотъемлемой частью.

## История
Впервые рассмотрение редких и исчезающих видов растений и животных Томской области было предпринято учёными ТГУ в книге «Редкие и исчезающие виды животных и растений Томской области» под редакцией профессора И. П. Лаптева в 1984 году.
В последующие годы мониторинг редких и исчезающих видов Томской области проводился отдельными исследователями в инициативном порядке, плановый характер эта деятельность приняла после создания Государственного комитета по охране окружающей среды Томской области.
В конце 1990-х годов Администрацией Томской области был принят ряд нормативных документов, необходимых для создания «Красной книги Томской области».
В 1999 году постановлением Губернатора Томской области была создана «Комиссия по редким и находящимся под угрозой исчезновения видам животных, растений и грибов на территории Томской области», в которую вошли биологи Томского университета и смежных биологического и биофизического научно исследовательских институтов. В ходе подготовки Красной книги использовались материалы из фондов и коллекций Гербария им. П. Н. Крылова и Сибирского ботанического сада, зоологического музея Томского государственного университета, сведения из литературных источников. Осуществлялось дополнительное наблюдение за популяциями некоторых видов.
Проведенной работой была дана оценка состояния видового разнообразия и определён перечень видов, заслуживающих особой охраны, и выделенных для включения в Красную книгу Томской области в соответствии с системой, принятой Международным союзом охраны природы.

## Категории
Все виды животных, растений и грибов, занесённые в Красную книгу Томской области, были отнесены к 7 категориям:
| категория | описание |
| --------- | --- |
| 0         | Виды, вероятно, исчезнувшие с территории Томской области. |
| 1         | Виды, находящиеся под угрозой исчезновения. Местообитания этих видов подвергаются настолько интенсивному воздействию человека, что если не принять соответствующих мер, то вид через несколько лет исчезнет с территории Томской области. Как правило, это виды с узкой экологической амплитудой, биологические особенности которых не способствуют интенсивному возобновлению или в результате трансформации ландшафта и действия других факторов вытесняются с территории. |
| 2         | Сокращающиеся в численности (уязвимые) виды, которым в ближайшее время грозит перемещение в категорию 1. Как правило, это виды, известные из нескольких мест обитания, но имеющие тенденцию к сокращению численности и ареала. При увеличении антропогенной нагрузки они могут исчезнуть с территории Томской области, поэтому требуется организация специальных мер охраны мест обитания этих видов.                                                                        |
| 3         | Редкие (малочисленные) виды, обычно представленные мелкими популяциями и группировками, известные из небольшого числа мест или спорадически распространенные на значительных территориях. В настоящее время они не находятся под угрозой исчезновения, но при изменении в среде обитания и степени антропогенного воздействия могут пополнить предыдущую категорию. |
| 4         | Виды неопределенного статуса, которые из-за отсутствия полной и достоверной информации не могут быть отнесены к вышеуказанным категориям. |
| 5         | Восстановленные и восстанавливающиеся виды, численность и распространение которых под воздействием естественных причин или в результате принятых мер охраны начали восстанавливаться и которые приближаются к состоянию, когда они не будут нуждаться в срочных мерах по сохранению и восстановлению. |
| 6         | Дополнительная категория — виды «памятники природы» |

Дополнительная категория была введена по инициативе С. С. Москвитина для редких и исчезающих животных Томской области, к которым отнесены виды сравнительно малочисленные или диффузного распространения в пределах области, а также довольно узкоспециализированные, имеющие эстетическую и познавательную ценность, вызывающие повышенное внимание со стороны населения, в результате чего испытывающий или способные испытывать прямое или косвенное отрицательное воздействие человека.

## Состав
В Красную книгу Томской области в разное время входило около 200 представителей флоры и фауны:
| Животные | Растения |
| - Млекопитающие — 7 - Птицы — 43 - Пресмыкающиеся — 2 - Земноводные — 2 - Костные рыбы — 4 - Насекомые — 26 - Ракообразные — 1 - Брюхоногие моллюски — 1 | - Покрытосеменные двудольные — 50 - Покрытосеменные однодольные — 33 - Голосеменные — 1 - Папоротникообразные — 9 - Плаунообразные — 1 - Мхообразные — 11 - Грибы — 8 |